# Telstar 4
O Telstar 4 (Anteriormente conhecido por Telstar 403 e Telstar 402R) foi um satélite de comunicação geoestacionário construído pela Lockheed Martin, ele esteve localizado na posição orbital de 89 graus de longitude oeste e foi operado pela AT&T. O satélite era baseado na plataforma AS-7000. O Telstar 4 parou de funcionar em 19 setembro de 2003, após um curto-circuito no barramento de energia primária.

## História
O Telstar 402R fazia parte da série Telstar 4 que foi o sucessor da série Telstar 3.
O mesmo foi inicialmente batizado como Telstar 403, mas, com a explosão do Telstar 402 durante o seu lançamento, o Telstar 403 tornou-se o substituto do fracassado 402, lançada em 1994, e foi rebatizado para Telstar 402R. O satélite foi renomeado para Telstar 4 após a perda do Telstar 401.
O Telstar 4 (ex-402R) sofreu um colapso total e parou de funcionar em setembro de 2003.

## Lançamento
O satélite foi lançado com sucesso ao espaço no ano dia 24 de setembro de 1995, por meio de um veículo Ariane-42L, a partir do Centro Espacial de Kourou, na Guiana Francesa. Ele tinha uma massa de lançamento de 3.775 kg.

## Capacidade e cobertura
O Telstar 4 era equipado com 24 transponders em banda C e 16 em banda Ku para prestar serviço de telecomunicação para a América do Norte.